# 韓成龍
韓 成龍（ハン・ソンリョン、朝鮮語: 한성룡、1923年 - 2009年）は、朝鮮民主主義人民共和国の政治家。朝鮮労働党中央委員会経済担当秘書、党中央委員会政治局委員、中央人民委員会委員、朝鮮労働党重工業部部長などを歴任。外交官の韓成烈は弟。金正日総書記の重要な側近と言われた。

## 経歴
1923年、日本統治時代の朝鮮咸鏡北道明川郡に産まれる。万景台革命学院卒業。チェコ共和国チェコ工科大学に留学。以後、経済官僚の道を進む。1972年船舶工業部部長に就任し、最高人民会議第5期代議員に選出され、2003年の第11期まで在職する。1980年に朝鮮労働党中央委員会委員候補に、1986年に党中央委員会委員に補選される。
1980年に慈江道行政経済指導委員会委員長に就任。1988年には党中央委員会政治局委員候補、中央委員会経済担当秘書に選出され、北朝鮮の経済政策を指導した。1990年には中央人民委員会委員に選出された。1992年に党重工業部部長に就任し、金日成勲章を授与された。1993年に中央人民委員会委員を解任され、最高人民会議予算審議委員会委員長に選出された。
2004年から公の場に姿を現さなくなり、韓国統一部によると2009年に死亡したことがわかった。

## 参考サイト
북한정보포털